# 바롤로 (이탈리아)

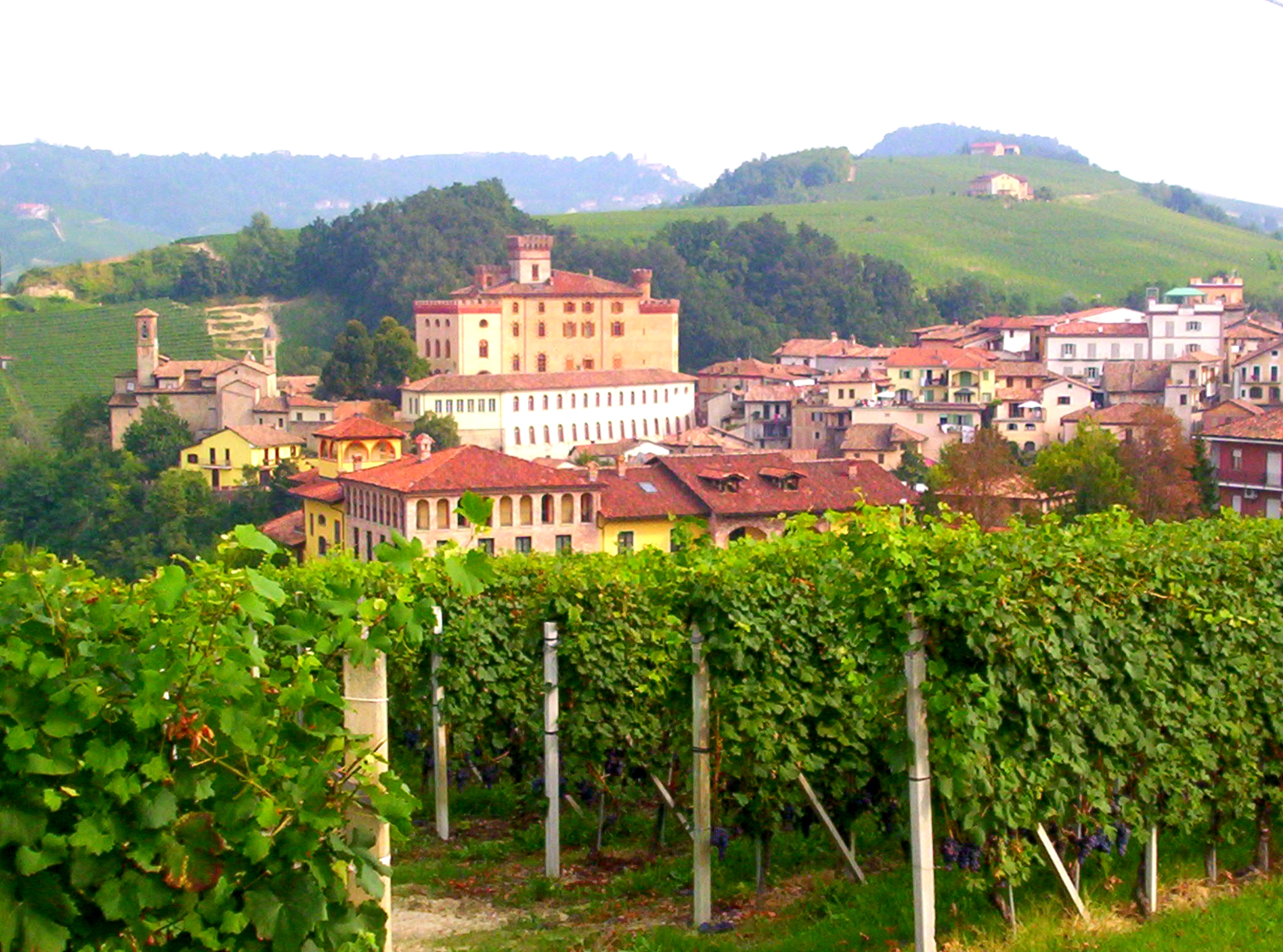

바롤로(Barolo)는 이탈리아 피에몬테주 쿠네오도의 코무네이다. 토리노에서 남동쪽으로 약 50킬로미터, 쿠네오에서 북동쪽으로 약 40킬로미터 지점에 위치해 있다. 2009년 4월 30일 기준으로 이 지역의 인구 수는 750명이며 면적은 5.6제곱 킬로미터이다.